# 특수학교
특수학교(特殊學校)는 신체, 지능에 장애가 있는 아동 및 청소년에게 특별한 교육을 하는 학교이다. 이를테면 맹교육을 담당하는 맹아 학교라든지 농교육을 맡는 농아 학교 등이 있다.   
통학버스의 경우 색이 다양하지 않으며, 모두 유치원 버스와 같은 노란색이다.

## 과정
보통 유치원부터 고등학교까지의 과정으로 운영되며, 고등학교 졸업후 직업 교육을 실시하는 전공과도 둘 수 있다.

## 종류
특수학교의 종류는 일반적으로 다음과 같이 분류된다.
- 시각 장애 특수학교
- 청각 장애 특수학교
- 지체 장애 특수학교
- 지적/발달/자폐성 장애 특수학교
- 종합형 특수학교

## 비판

### 통합교육 역행 논란
2010년대 후반 이후, 특수학교가 장애학생과 비장애학생을 분리하여 교육하여 통합교육에 부정적인 영향을 끼친다는 이유로 특수학교를 폐지하고 일반 학교에 장애학생과 비장애학생을 통합하여 교육받자는 주장이 제기되고 있다.

### 님비 논란
대한민국에서 특수학교를 설립하기 위해서는 교육 당국이 이를 추진하여야 하는데, 건립 예정지로 결정된 지역에서 특수학교 설립 반대 운동이 자주 전개되는 이른바 님비 시설로 인식되는 경향이 있다. 대표적으로 서울서진학교 건립 투쟁이 특수학교에 대한 님비 논란이 사회적 쟁점화된 사건이다. 